# Thomas Wolter
Thomas Wolter (ur. 4 października 1963 w Hamburgu) – były niemiecki piłkarz. Występował na pozycji obrońcy. Obecnie jest trenerem rezerw Werderu Brema.

## Kariera klubowa
Wolter jako junior grał w drużynach TuS Ottensen oraz HEBC Hamburg. W 1984 roku trafił do Werderu Brema, który był jego pierwszym profesjonalnym klubem w karierze. W jego barwach zadebiutował 24 listopada 1984 w wygranym przez jego zespół 4-1 pojedynku z Eintrachtem Brunszwik, rozegranym w ramach rozgrywek Bundesligi. Łącznie w sezonie 1984/1985 rozegrał trzy mecze w lidze. Z klubem został także wicemistrzem Niemiec. Od początku sezonu 1985/1986 był podstawowym graczem składu Werderu. Pierwszego gola w zawodowej karierze strzelił 31 sierpnia 1985 w wygranym przez Werder spotkaniu z Hamburgerem SV. W 1986 roku ponownie został wicemistrzem Niemiec. W 1988 roku Wolter zwyciężając z klubem w rozgrywkach Bundesligi, został mistrzem Niemiec. Rok i dwa lata później bremeńczycy wystąpili w finale Pucharu Niemiec, ale zostali tam pokonani przez najpierw Borussię Dortmund, a w 1990 przez 1. FC Kaiserslautern. W 1991 roku udało im zwyciężyć w Pucharze Niemiec, po wygraniu w rzutach karnych z 1. FC Köln. W 1992 roku, po pokonaniu 2-0 AS Monaco, zdobyli Puchar Zdobywców Pucharów. W trakcie gry na Weserstadion, Wolter zdobył jeszcze z Werderem mistrzostwo Niemiec (1993), Puchar Niemiec (1994) i wicemistrzostwo Niemiec (1995). W 1998 roku Wolter postanowił zakończyć karierę.

## Kariera reprezentacyjna
Wolter raz wystąpił w reprezentacji Niemiec. Było to 16 grudnia 1992 roku w towarzyskim meczu z Brazylią, przegranym przez Niemcy 1-3. Grał wówczas na boisku do 59. minuty, kiedy to został zmieniony przez Michaela Zorca.

## Kariera trenerska
Po zakończeniu kariery został trenerem piłkarskim. W 2002 roku podjął pracę jako szkoleniowiec rezerw Werderu Brema. Pracuje tam do dziś. W tym czasie najlepszą pozycją zajętą z klubem było piąte miejsce w sezonach 2003/2004 i 2007/2008.